# Waltzing Matilda

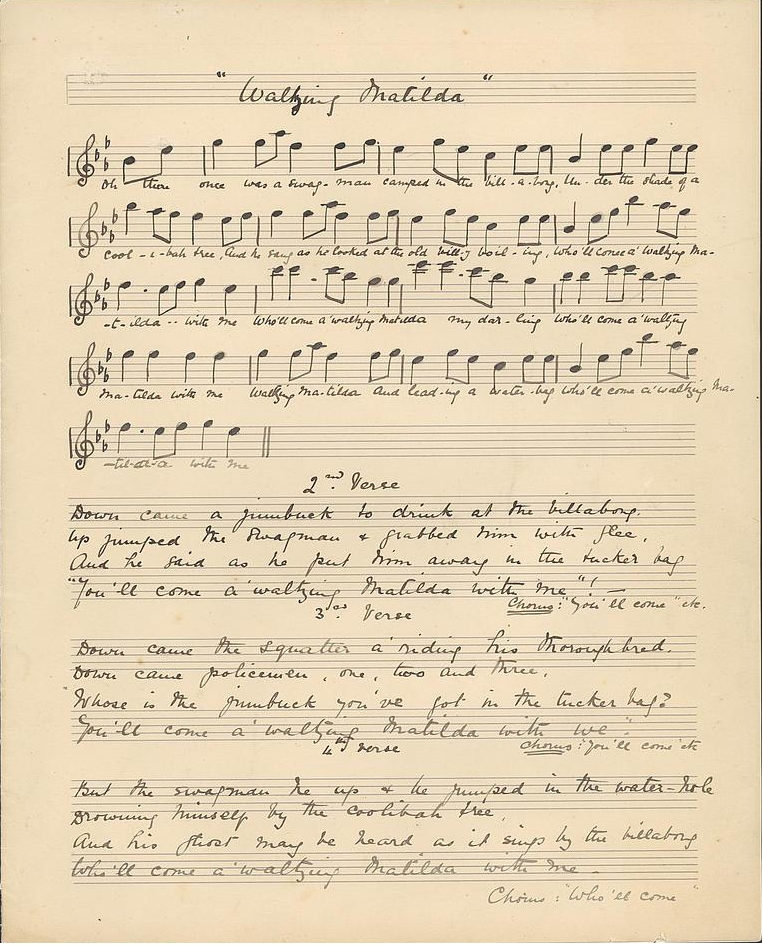
Autograf písně Waltzing Matilda Banjo Petersona ze sbírky rukopisů Australské národní knihovny

„Waltzing Matilda“ (česky doslovně Tančící Matylda, viz dále) je nejpopulárnější australská zlidovělá píseň. Je považovaná za neoficiální hymnu Austrálie.
Text napsal v roce 1895 básník Banjo Paterson, hudbu s využitím skotského lidového nápěvu složila Christina MacPhersonová, její rukopis je uložen ve fondu Australské národní knihovny. V notách byla poprvé vydána v roce 1903. V roce 1977 byla zařazena do výběru čtyř písní, z nichž se ve všelidovém hlasování vybírala australská hymna a ziskem 28 % obsadila druhé místo za vítěznou písní Advance Australia Fair.

## Název
Název písně sice může znamenat „tančící Matylda“, ale spojení také znamená toulání se nebo vandrování se vším jměním v ruksaku na zádech. Text písně vychází právě z tohoto významu.

## Užití
Píseň se stala jedním ze symbolů australské kultury a je tak hojně využívána při oficiálních i neoficiálních příležitostech. Označení Matildas se stalo přezdívkou pro australskou reprezentaci ve fotbale žen.

## České verze
- „Hádej, Matyldo“, český text Jiří Štaidl. Původní interpret Karel Hála, singl (1965). Pozdější interpret country skupina Fešáci, album Fešáci u klokanů (1998).
- „Tancuj Matildo“, český text Stanislav Mareš, interpret Wabi Daněk a Ďáblovo stádo, album Příběhy písní (2014)
- „Matilda (Trdluj Matildo)“, český text Jan Vyčítal, interpret Jan Vyčítal, album Honza Vyčítal – Pivní džíp (1993)